# Brooksville (Flórida)
Brooksville é uma cidade localizada no estado americano da Flórida, no condado de Hernando, do qual é sede. Foi incorporada em 1856.

## Geografia
De acordo com o United States Census Bureau, a cidade tem uma área de 28,3 km², onde 28 km² estão cobertos por terra e 0,3 km² por água.

### Localidades na vizinhança
O diagrama seguinte representa as localidades num raio de 16 km ao redor de Brooksville.

## Demografia
Segundo o censo nacional de 2010, a sua população é de 7 719 habitantes e sua densidade populacional é de 275,2 hab/km². É a localidade mais populosa e a mais densamente povoada do condado de Hernando, bem como a que, em 10 anos, teve o maior crescimento populacional do condado. Possui 4 339 residências, que resulta em uma densidade de 154,7 residências/km².